# ضرغامی
- عزت‌الله ضرغامی، وزیر میراث‌فرهنگی، گردشگری و صنایع دستی ایران
- عزت‌الله ضرغامی (ارتشبد)، و ارتشبد و نظامی ایرانی، فرمانده نیروی زمینی شاهنشاهی ایران، ۱۳۴۴ تا ۱۳۴۷
- عزیزالله ضرغامی، از امراء مورد توجه رضاشاه و رئیس ستاد ارتش، ۱۳۱۳–۱۳۲۰
- مهدی ضرغامی، استاد ایرانی مهندسی عمران
- سیما ضرغامی، مدیر ایرانی-آمریکایی شبکه‌های تلویزیونی